# 145768 Petiška
145768 Petiška è un asteroide della fascia principale. Scoperto nel 1997, presenta un'orbita caratterizzata da un semiasse maggiore pari a 2,5921582 UA e da un'eccentricità di 0,1825957, inclinata di 4,85789° rispetto all'eclittica.